# إديسون ليو
إديسون ليو (بالإنجليزية: Edison Liu)‏ هو كيميائي أمريكي، ولد في 1952.